# Аржи-Ахк
Аржи-Ахк — река в России, протекает в Веденском районе Чеченской Республики. Левый приток реки Элистанжи.

## География
Река Аржи-Ахк берёт начало восточнее села Хаттуни. Течёт на северо-восток. Устье реки находится у села Верхатой в 0,7 км по левому берегу реки Элистанжи. Длина реки составляет 14 км.
Система водного объекта: Элистанжи → Хулхулау → Белка → Сунжа → Терек → Каспийское море.

## Данные водного реестра
По данным государственного водного реестра России относится к Западно-Каспийскому бассейновому округу, водохозяйственный участок реки — Сунжа от впадения реки Аргун и до устья. Речной бассейн реки — Реки бассейна Каспийского моря междуречья Терека и Волги.
Код объекта в государственном водном реестре — 07020001312108200006395.

## Галерея
- Аржин-Ахкский мост в XIX веке
- Река Аржи-Ахк в XIX веке